# Декомпоновани предикат
Декомпоновани предикат је један вид аналитичког (сложеног) предиката, наспрам којег стоји синтетички (прости) предикати истог или сличног значења. Примери декомпонованог предиката јесу следећи:
1. Они врше проверу докумената.
2. Они проверавају документа.
3. Ниво воде је у опадању.
4. Ниво воде опада.
5. Одбор је донео долуку.
6. Одбор је одлучио.

## Граматичке особине
Декомпоновани предикат има неколико граматичких особина и често се посматра са синтаксичког и лексичко-семантичког аспекта.

### Синтаксичке особине
Посматрани синтаксички, декомпоновани предикати такве су формализације семантичких предиката чији су конститутивни делови глаголски елемент и именички елемент. Долази до двоструког деривационог процеса: с једне стране, екстракције вербалног дела у виду копуле или различитих семикопулативних глагола који је при томе празан, или скоро празан, и, с друге стране, номинализације семантичког дела у виду девербативне именице. Дакле, ови предикати се састоје од семикопулативног глагола и девербативне именице.
Пример декомпонованог предиката (са девербативном именицом)
|                              | вршити + контролу = контролисати |                                 |        |              |
| деривати дубинске структуре  | (семи)копултивни глагол          | девербативна именица            | основа | глагол       |
| двоструки деривациони процес | екстракција вербалног дела       | номинализација семантичког дела | основа | пунозначност |

### Лексичко-семантичке особине
Према овој теоријској поставци, номинализациону компоненту конституише именска реч, уз одређена ограничења: ту способност имају само именице којима се именују и означавају радње, процеси, стања, збивања, што је у надлежности глагола а то су девербативне именице. Каснија истраживања како Радовановића, тако и других истраживача показала су да осим девербативне именице, функцију декомпонованог предиакта може имати и деадјективна, али и неизведена именица.

Пример декомпонованог предиката (са адјективним именицама)
|                              | имати + могућност = омогућити имати + одговорност = бити одговоран |                                 |        |                       |
| деривати дубинске структуре  | (семи)копултивни глагол                                            | девербативна именица            | основа | глагол / конструкција |
| двоструки деривациони процес | екстракција вербалног дела                                         | номинализација семантичког дела | основа | пунозначност          |

Пример декомпонованог предиката (са неизведеним)
|                                         | бити + става = имати став  |                                |        |              |
| непотпуно деривирање дубинске структуре | копултивни глагол          | неизведена именица             | основа | конструкција |
| једноструки деривациони процес          | екстракција вербалног дела | преписивање неизведене именице | основа | пунозначност |

## Фреквентни изрази
У свакодневном говору могу се наћи разлитиче конструкције, а да говорници српрског језика нису ни свесни.
- донети одлуку - одлучити
- вршити анализу - анализирати
- радити испитивања - испитивати

Шира литература показује многе друге примере у којима се јављају различите вербалне и невербалне (номиналне) компоненте.

### Вербална компонента
Најучесталији глаголи који се јављају у овој конструкцикцији јесу следећи:
бавити се, бележити, водити, вршити, давати, дати, делити, добити, довести, донети, достићи, доћи, забележити, задржати, заузети, изазвати, извести, извршити, извући, издати, изјавити, изнаћи, изнети, износити, изразити, исказати, истаћи, ићи, кренути, наићи, налазити се, нанети, наносити, направити, наћи, наћи се, начинити, обављати, одати, одредити, одржати, осећати, остварити, отићи, подићи, поднети, показати, покренути, послати, послати, поставити, постићи, постојати, починити, правити, предузети, привести, придавати, примати, примити, прискочити, притећи, причинити, провести, пружити, пустити, пуштати, спровести, спровести, ставити, стављати, стајати, стати, стећи, ступити, увести, уживати, узети, указати, улагати, улазити, уложити, упутити, упућивати, урадити, урадити, успоставити, ући, учествовати, учинити, чинити итд. 

### Номинална компонента
Најучесталије именице које се јављају у овој конструкцији јесу следеће:
акција, анализа, борба, брига, грешка, губитак, дебакл, дијалог, дилема, дискриминација, договор, дућност, жалба, закључак, захтев, знање, значај, избор, извештај, изјава, иницијатива, инспекција, исплата, коментар, контрола, могућност, молба, награда, надзор, налог, напад, одговор, одлука, пажња, питање, повреда, подршка, положај, помоћ, порука, посао, посета, похвала, преглед, предлог, пријава, прилив, прилика, примедба, притисак, провера, процена, расправа, раст, решење, савет, сагласност, саучешће, суђење, сукоб, сумња, убиство, уговор, успех, штрајк итд.

## Сфера употребе
Декомпоновани предикати су карактеристика правног, научног, политичког и новинарског језика, односно административног, публицистичког и научног стила.

## Историја појма
Ову појаву у литератури први је дефинисао новосадски лингвиста и професор факултета Милорад Радовановић у свом раду Декомпоновање предиката (на примерима из српскохрватског језика).

## Друга терминолошка решења
Теорија Милорада Радовановића проширена је каснијим истраживањима, због чега се у данашњој литератури наилази и на друга терминолошка решења која подразумевају придеве перифрастички, аналитички итд.